# Mátramindszent, Nógrád
Mátramindszent  este un sat în districtul Bátonyterenye, județul Nógrád, Ungaria, având o populație de 893 de locuitori (2011). 

## Demografie
Componența etnică a satului Mátramindszent
     Maghiari (87,71%)
     Romi (11,34%)
     Necunoscut (0,6%)
     Germani (0,36%)
     Alții (0,6%)
Componența confesională a satului Mátramindszent
     Fără religie (9,52%)
     Reformați (2,24%)
     Necunoscută (87,79%)
     Luterani (0,45%)
     Alte religii (0,78%)
Conform recensământului din 2011, satul Mátramindszent avea 893 de locuitori. Din punct de vedere etnic, majoritatea locuitorilor (87,71%) erau maghiari, cu o minoritate de romi (11,34%). Apartenența etnică nu este cunoscută în cazul a 0,6% din locuitori. Nu există o religie majoritară, locuitorii fiind persoane fără religie (9,52%) și reformați (2,24%). Pentru 87,79% din locuitori nu este cunoscută apartenența confesională.